# Gabriela Duarte
Gabriela Duarte Franco Goldfuss (n. 15 aprilie 1974) este o actriță braziliană.

## Biografie
Ea este fiica actritei Regina Duarte și a administratorului de afaceri Marcos Flávio Cunha Franco.

## Viața personală
Ea este căsătorită cu fotograful Jairo Goldfuss. În 2006, sa născut prima ei fiică, Manuela. Pe 17 decembrie 2011, sa născut al doilea copil, Frederico.

## Filmografie

### Televiziune
| 1989 | Colônia Cecília       |
| 1989 | Top Model             |
| 1990 | Delegacia de Mulheres |
| 1995 | Irmãos Coragem        |
| 1996 | A Vida Como Ela É     |
| 1997 | Iubire fără limite    |
| 1999 | Chiquinha Gonzaga     |
| 1999 | Você Decide           |
| 2000 | Brava Gente           |
| 2002 | Esperança             |
| 2003 | Kubanacan             |
| 2004 | Sob Nova Direção      |
| 2005 | América               |
| 2007 | Sete Pecados          |
| 2008 | Dicas de um Sedutor   |
| 2008 | Casos e Acasos        |
| 2008 | Casos e Acasos        |
| 2009 | Acampamento de Férias |
| 2009 | A Turma do Didi       |
| 2010 | Passione              |
| 2011 | É Pai, É Pedra        |
| 2013 | Dragoste de viață     |
| 2013 | Junto & Misturado     |
| 2014 | Amor Veríssimo        |
| 2016 | A Lei do Amor         |
| 2018 | Orgulho e Paixão      |